# 壱志姫王
壱志姫王（いちしひめのおおきみ、生没年不詳）は、飛鳥時代の皇族。
壱志姫王の名は『日本書紀』『続日本紀』などの基本史料に確認出来ず、遥か時代を下った『本朝皇胤紹運録』に大友皇子の女として見えるだけである。同書に付された「従四下、母大織冠（鎌足）女耳面刀自」の注記から、母は藤原耳面刀自であることも分かり（耳面刀自なる人物も他に見えないが、『懐風藻』大友皇子伝によれば、鎌足が娘を大友皇子に捧げたことがあるという）、「従四下」の官位が信用出来れば、大宝2年（702年）の大宝令施行以後も生存していたと推される。
当時の皇族の名は資養者の関係から命名され、乳母のウジが採られることが多いが、壱志姫王の場合も伊勢国一志郡に興る壱師君（後に宿禰）が扶養者であったと推測される。